# Tiempo perdido (película)
Destinos es una película colombiana de 2015 dirigida y escrita por Alexánder Giraldo y protagonizada por Angélica Blandón, Alejandro Aguilar, Manuel sarmiento y Andrés Felipe Torres.

## Sinopsis
¿A dónde va el tiempo que se pierde? ¿Se hace o se sigue el destino? Cinco historias se entrelazan en la búsqueda de los sueños, la nostalgia del pasado y la vida que pasa frente a nuestros ojos.
Un boxeador quiere algo más que un triunfo. Un ex presidiario necesita retomar el rumbo tras 30 años. Un barrendero que tiene un único sueño. Un ayudante de construcción dedicado a otros. Una mujer que renuncia a la música por culpa del dolor.
Estas cinco personas se darán cuenta que a veces, mirar al futuro es la única forma de recuperar el pasado.

## Reparto
- Angélica Blandón
- Alejandro Aguilar
- Andrés Felipe Torres
- Manuel Sarmiento
- Diego Ramírez Hoyos
- Jennifer Arenas